# Agnes Willms-Wildermuth
Agnes Willms-Wildermuth (* 23. August 1844 in Tübingen; † 9. Dezember 1931 in Hannover) war eine deutsche Schriftstellerin.

## Leben
Agnes Willms-Wildermuth war älteste Tochter des Gymnasialprofessors Wilhelm David Wildermuth (1807–1885) und der bekannten Schriftstellerin Ottilie Wildermuth. Agnes Willms-Wildermuth hatte zwei Geschwister:
- Adelheid Wildermuth (* 3. Februar 1848 in Tübingen; † 18. Februar 1932 in Stuttgart), Schriftstellerin. Sie lebte bei ihrem Bruder und übernahm die Leitung der Klinik, die er für seine Patienten gründete und die zur Erinnerung an die Mutter den Namen Ottilienhaus trug;
- Hermann Wildermuth (* 28. April 1852 in Tübingen; † 22. Mai 1907 ebenda), seit 1889 Arzt für Nervenleidende und Sanitätsrat in Stuttgart, Vater von Eberhard Wildermuth, dem späteren Wohnungsbauminister unter Konrad Adenauer.

Agnes Willms-Wildermuth besuchte die Höhere Töchterschule (heute: Wildermuth-Gymnasium Tübingen) in Tübingen, anschließend kam sie in das Haus einer Freundin ihrer Mutter, der durch ihr Wirken für das weibliche Geschlecht bekannten Marie Humbert, nach La Chaux-de-Fonds und besuchte dort für anderthalb Jahre die école industrielle. Sie verlobte sich im Frühjahr 1864 mit dem damaligen Kandidaten der Theologie Eduard Willms aus Ostfriesland. Nachdem dieser in Meldorf eine Anstellung als Pastor gefunden hatte, folgte sie ihm 1866 als Gattin dorthin. 1878 zogen sie nach Oldenburg und 1885 nach Wiarden. Von 1910 an lebte sie mit ihrem Ehemann, der inzwischen Kirchenrat wurde, im Ruhestand in Hannover. Gemeinsam hatten sie sechs Kinder, von denen namentlich Folkhard Willms und Bernhard Willms bekannt sind.
Als Schriftstellerin betätigte sie sich bereits seit ihrer Jugendzeit und gab gemeinsam mit ihrer Schwester Adelheid Wildermuth den von ihrer Mutter gegründeten Jugendgarten und seit 1897 die Monatsschrift Wege und Ziele heraus.

## Schriften (Auswahl)
- Des Marschbauern Tochter: Erzählung aus Holstein. Beck, Nördlingen 1875.
- Männersünden an Frauenherzen. Stuttgart 1876.
- Ottilie Wildermuth; Agnes Willms: Mein Liederbuch. Gedichte von O.W. Herausgegeben von ihrer Tochter A. Willms. Stuttgart 1877.
- Das Kind der Krabbenfrau. Stuttgart 1877.
- Die Böcklenburg. Stuttgart 1878.
- Das Recht ohne Gott: Historische Erzählung. Soltau, Norden ca. 1878.
- Des Menschen Herz und Gottes Wege. Aus dem friesischen Volksleben. 1878.
- Die beiden Boie. Ein Blatt aus der Reformationsgeschichte. Nördlingen 1880.
- Ottilie Wildermuth; Agnes Wilms: Beim Lampenlicht: Erzählungen. Kröner, Stuttgart 1881.
- Von Heimat zu Heimat. Geschichtliche Erzählungen. Beck, Nördlingen 1881.
- Die Erbin von Roseneck: Eine Erzählung für erwachsene Töchter von Agnes Willms geb. Wildermuth. Carl Krabbe, Stuttgart 1882.
- Rose und Reseda: Beisammen; zwei Novellen, der weiblichen Jugend gewidmet. Stuttgart 1883.
- Agnes Willms; Adelheid Wildermuth: Ottilie Wildermuth Leben. Nach ihren eigenen Aufzeichnungen zusammengestellt. Stuttgart 1888.
- Deutsches National-Kochbuch: dem Andenken miner lieben Mutter Frau Ottilie Wildermuth gewidmet von ihrer dankbaren Tochter. 1889.
- Caspar Friedrich Lossius, Agnes Willms (neu bearbeitet): Gumal und Lina: eine Geschichte für Kinder. Kröner, Stuttgart ca. 1890
- Mariechens Ideale – Greifenstein: zwei Erzählungen für junge Mädchen. Krabbe, Stuttgart 1890.
- Agnes Willms-Wildermuth, Marie Stüler: Renée oder im Sturm erprobt: geschichtliche Erzählung für junge Mädchen. Meidinger, Berlin 1893.
- Hohe Ziele oder das Wirken der christlichen Jungfrau auf dem Gebiete der Familie, der weiblichen Diakonie und des öffentlichen Lebens. Christliches Verlagshaus, Stuttgart 1896.
- Ottilie Wildermuth, Agnes Willms, Adelheid Wildermuth: Der Jugendgarten: eine Festgabe. 21. Band. Union Deutsche Verlagsgesellschaft, Stuttgart  1896.
- Friedrich Perthes: ein deutscher Buchhändler und Patriot. Steinkopf, Stuttgart 1897
- Wege und Ziele. Monatsschrift für die christliche Frauenwelt zur Unterhaltung und zur Belehrung über ihre verschiedenen »Arbeitsgebiete«. 1. Jahrgang April 1897 bis März 1898. 12 Hefte. Verlag der »Wege u. Ziele«, Stuttgart, vierteljährlich.
- Die 25jährige Geschichte des Clementinenhauses 1875–1900. Schlüter, Hannover 1901.
- Friedrich Rückert der Dichter des deutschen Volkes und der deutschen Familie. J.F. Steinkopf, Stuttgart 1907.
- Agnes Willms, Wilhelm Weischedel: Hohe Ziele oder das Wirken der christlichen Jungfrau: auf dem Gebiete der Familie, der weiblichen Diakonie und des öffentlichen Lebens. Christliches Verlagshaus, Stuttgart 1925.